# Ascenseur pour l’Échafaud
Ascenseur pour l'Échafaud – muzyka do filmu o tym samym tytule (wersja polska: Windą na szafot) Louisa Malle'a, skomponowana w 1957 roku przez Milesa Davisa. Barney Wilen gra na  saksofonie tenorowym, René Urtreger na fortepianie, Pierre Michelot  na kontrabasie, Kenny Clarke na  perkusji, a Miles Davis na trąbce.
« ...byłem opętany jazzem... muzyka "Windą na szafot" jest jedyna w swoim rodzaju. To jedna z  nielicznych ścieżek dźwiękowych całkowicie improwizowanych... Nakręcałem sekwencje pod które trzeba było podłożyć muzykę, kiedy on zaczynał próby z muzykami... sprawiała, że film przechodził metamorfozę... kiedy dodaliśmy muzykę, film od razu nabrał polotu. » - Louis Malle
Solo na trąbce Milesa Davisa jest improwizacją nagraną na żywo.
To Jean-Paul Rappeneau, wielbiciel jazzu, wówczas asystent Malle'a zasugerował, by muzykę do filmu powierzyć Milesowi. Sesje nagraniowe były organizowane przez Marcela Romano. Odbywały się w studio Poste Parisien, gdzie Jeanne Moreau, odtwórczyni głównej roli, gościła muzyków zza improwizowanego barku. Płyta otrzymała Grand Prix du Disque 1958 przyznaną przez Académie Charles-Cros.

## Tytuły
Wersja oryginlna LP zawiera utwory 1-10, natomiast reedycja CD zawiera wszystkie 26 nagrań.
| 1.  | Czołówka Générique                                               | 2:45    |
|     |                                                                  |         |
| 2.  | Zabójstwo Carala L'Assassinat De Carala                          | 2:10    |
|     |                                                                  |         |
| 3.  | Na autostradzie Sur L'Autoroute                                  | 2:15    |
|     |                                                                  |         |
| 4.  | Julian w windzie Julien Dans L'Ascenseur                         | 2:07    |
|     |                                                                  |         |
| 5.  | Florence na Polach Elizejskich Florence Sur Les Champs-Élysées   | 2:50    |
|     |                                                                  |         |
| 6.  | Kolacja w Motelu Dîner Au Motel                                  | 3:58    |
|     |                                                                  |         |
| 7.  | Ucieczka Juliana Évasion De Julien                               | 0:53    |
|     |                                                                  |         |
| 8.  | Nadejście strażnika Visite Du Vigile                             | 2:00    |
|     |                                                                  |         |
| 9.  | W barze "Du Petit Bac" Au Bar Du Petit Bac                       | 2:50    |
|     |                                                                  |         |
| 10. | U fotografa w Motelu Chez Le Photographe Du Motel                | 3:50    |
|     |                                                                  |         |
| 11. | Noc na Polach Elizejskich Nuit Sur Les Champs-Élysées (ujęcie 1) | 2:25    |
|     |                                                                  |         |
| 12. | Noc na Polach Elizejskich Nuit Sur Les Champs-Élysées (ujęcie 2) | 5:20    |
|     |                                                                  |         |
| 13. | Noc na Polach Elizejskich Nuit Sur Les Champs-Élysées (ujęcie 3) | 2:47    |
|     |                                                                  |         |
| 14. | Noc na Polach Elizejskich Nuit Sur Les Champs-Élysées (ujęcie 4) | 2:59    |
|     |                                                                  |         |
| 15. | Zabójstwo Assassinat (ujęcie 1)                                  | 2:02    |
|     |                                                                  |         |
| 16. | Zabójstwo Assassinat (ujęcie 2)                                  | 2:10    |
|     |                                                                  |         |
| 17. | Zabójstwo Assassinat (ujęcie 3)                                  | 2:10    |
|     |                                                                  |         |
| 18. | Motel (Kolacja w Motelu) Motel (Diner Au Motel)                  | 3:56    |
|     |                                                                  |         |
| 19. | Finał Final (ujęcie 1)                                           | 3:05    |
|     |                                                                  |         |
| 20. | Finał Final (ujęcie 2)                                           | 3:00    |
|     |                                                                  |         |
| 21. | Finał Final (ujęcie 3)                                           | 4:04    |
|     |                                                                  |         |
| 22. | Winda (Ucieczka Juliana) Ascenseur (Evasion De Julien)           | 1:57    |
|     |                                                                  |         |
| 23. | Potańcówka Le Petit Bal (ujęcie 1)                               | 2:40    |
|     |                                                                  |         |
| 24. | Potańcówka Le Petit Bal (ujęcie 2)                               | 2:53    |
|     |                                                                  |         |
| 25. | Samochód Séquence Voiture (ujęcie 1)                             | 2:56    |
|     |                                                                  |         |
| 26. | Samochód Séquence Voiture (ujęcie 2)                             | 2:16    |
|     |                                                                  |         |
|     |                                                                  | 1:12:18 |
|     |                                                                  |         |